# 清水塘街道 (株洲市)
清水塘街道，中华人民共和国湖南省株洲市石峰区下属的一个街道，因境内清水塘而得名。

## 建制沿革
- 1969年，设清水塘街道，属株洲市北区；
- 1997年，改属石峰区；
- 2005年，原白马乡的大华、大冲、九塘、白马、湘天桥5个村划入。

## 行政区划
清水塘街道下辖7个社区、5个村委会：
- 花果山社区、沈家湾社区、湘天桥社区、报亭社区、井勘社区、果园社区、白马垅社区
- 大华村、湘天桥村、白马村、大冲村、九塘村